# Alwinton
Alwinton, precedentemente chiamata "Allenton", nome che appare talvolta su alcuni riferimenti, è un piccolo centro urbano della regione di Northumberland, nel nord dell'Inghilterra. È situata approssimativamente a 29 km, 18 miglia circa, a ovest di Alnwick. Alwinton è collocata sulla cima della valle di Coquet, sulla vetta di entrambe le tenute di allenamento dell'esercito di Ottemrburn e il parco nazionale di Northumberland, approssimativamente a 16 km, 10 miglia circa, dal confine con la Scozia. Una strada si inoltra, passata Alwinton, nelle colline di Chevio, dove termina all'antico accampamento romano di Chew Green. Non avendo alcun negozio, la vita sociale di Alwinton è incentrata sulla Rose and Thistle Public House. Le funzioni religiose sono tenute nella chiesa di St Michael and All Angels, che tradizionalmente serve la più grande parrocchia di Alwinton inglobando le limitrofe cittadine di Biddlestone, Burradon, Clennell, Fairhaugh, Farnham, Linbriggs, Netherton, Peels e Sharperton.

## Popolazione storica e cognomi
St Michael and All Angels, un'antica chiesa normanna, fu costruita sul pendio nel tardo XI o XII secolo. Le prime poche informazioni storiche disponibili riguardano il priore di Alwinton nel 1245, quando la sua carica di vicariato fu registrata. Altra rilevante informazione storica riguarda un episodio di cronaca del 1279: due carcerati scapparono dal castello di Harbottle e si rifugiarono alla chiesa di Alwinton dove confessarono di aver commesso un furto e aver tradito il regno.

### L'Alwinton Border Sheperds Show
L'annuale "Alwinton Border Sheperds Show" è uno spettacolo folkloristico tenuto ogni secondo sabato del mese di ottobre, con la partecipazione di pecore che pascolano nelle area al confine tra Inghilterra e Scozia.
Tradizionalmente, sottolinea la fine dell'estate e il tempo per gli allevatori della collina della preparazione per l'inverno.

### Popolazione storica e cognomi
I cognomi dei residenti di Alwinton durante il periodo che va dal 1538 al 1828 convogliati nelle liste della milizia, registri parrocchiali e registri elettorali, i quali citano i seguenti cognomi: Belany, Bell, Bland, Brokyt, Brown, Browne, Burn, Clarke, Clavering, Clennell, Davison, Drybrough, Dykson, Foreste, Gibson, Gladstaines, Hall, Handley, Heatherington, Kirkup, Levingstone, Martin, Moses, Myngzies, Nesbit, Nevison, Patonson, Peary, Potts, Pratt, Robson, Scott, Selby, Starbecke, Steynson, Stuart, Thirwall, Trumble, Turnbull, Wallis, Whyt, Widdrington, Wilkinson, Wilson, and Young (Dixon, 1903, pp. 173, 215, 230).
Un censimento inglese registra inoltre per Alwinton un declino progressivo della popolazione durante il XIX e XX secolo:
| Anno        | 1801 | 1811 | 1821 | 1831 | 1841 | 1851 | 1861 | 1871 | 1881 | 1891 | 1901 | 1911 | 1921 | 1931 |
| Popolazione | 102  | 103  | 106  | 85   | 78   | 71   | 64   | 83   | 88   | 60   | 58   | 53   | 51   | 43   |